# خوانیتو (بازیکن فوتبال، زاده ۱۹۴۸)
خوانیتو (انگلیسی: Juanito; ۶ اکتبر ۱۹۴۸ – ۳ آوریل ۲۰۱۳) بازیکن فوتبال اهل اسپانیا بود.
از باشگاه‌هایی که در آن بازی کرده‌است می‌توان به باشگاه فوتبال هرکولس، باشگاه ورزشی تنریف، و باشگاه فوتبال بارسلونا اشاره کرد.